# 党课
党课，中国共产党专有名词，指的是中共各级组织对党员和入党积极分子开展的必修课，向他们宣讲党的路线、方针、政策，进行党性、党纪、党史和党的基本知识教育。讲授党课的有领导干部、大学教授、学者、老党员或其亲属。党课的形式非常多样，不局限在室内课堂，也可能在网络、户外举办。党课的学习材料有《中国共产党章程》、教科书、共产主义理论家与历代中共领导人的著作、党史书籍、电影或记录片，以及与国内国际时政知识相关的材料。相关手机应用软件有“学习强国”。

## 历史
通过党课来宣传马克思主义、介绍国内外形势和时事政治、解读方针政策，是中共的一项传统。毛泽东经常亲自讲党课。

## 相关活动
2021年，即中共成立100周年时，根据中共中央办公厅印发的一则名为《关于庆祝中国共产党成立100周年组织开展“永远跟党走”群众性主题宣传教育活动的通知》的要求，中共中央组织部开展“党课开讲啦”活动，聚焦于习近平新时代中国特色社会主义思想和十九届五中全会精神。

## 境外影响
完全模仿中共的缅甸佤邦联合党也开展党课活动。